# Dan McCafferty
William Daniel "Dan" McCafferty, född 14 oktober 1946 i Dunfermline, Skottland, död 8 november 2022, var en brittisk (skotsk) musiker, sångare och originalmedlem i hårdrocksbandet Nazareth. Han gav även ut soloalbumen Dan McCafferty (1975), Into the Ring (1987) och Last Testament (2019).